# Sundown (phim 2021)
Sundown là một bộ phim chính kịch năm 2021 do Michel Franco viết kịch bản và đạo diễn. Phim có sự tham gia của Tim Roth, Charlotte Gainsbourg và Iazua Larios. Cốt truyện kể về một người đàn ông giàu có (Roth), người cố gắng từ bỏ gia đình để đi nghỉ sau cái chết của mẹ mình. Bộ phim đã có buổi ra mắt thế giới tại Liên hoan phim Venice vào ngày 5 tháng 9 năm 2021 và được phát hành tại Hoa Kỳ bởi Bleecker Street vào ngày 28 tháng 1 năm 2022. Bộ phim đã nhận được những đánh giá chung là tích cực.

## Tóm tắt
Neil Bennett, một người đàn ông trầm tính đến từ London, đang đi nghỉ ở Acapulco cùng chị gái Alice và hai đứa con của cô ấy, Colin và Alexa. Họ ở trong một khách sạn sang trọng và ăn ở những nhà hàng đắt đỏ. Ngày qua ngày, gia đình tham gia vào nhiều hoạt động vui chơi. Tuy nhiên, Neil lại không vui. Một ngày nọ, Alice được thông báo qua điện thoại rằng mẹ của Neil và cô đang ở trong bệnh viện. Ngay lập tức, gia đình chuẩn bị về nhà. Trên đường đến sân bay, Alice nhận được cuộc gọi thứ hai thông báo rằng mẹ của họ đã qua đời. Alice bật khóc trong khi Neil vẫn bình tĩnh. Tại sân bay, Neil nói rằng anh đã để quên hộ chiếu của mình ở khách sạn nên những người còn lại trong gia đình khởi hành mà không có anh ấy.
Neil nói dối về hộ chiếu. Trên thực tế, anh đã quyết định ở lại Acapulco, ít nhất là trong vài ngày tới. Anh kết bạn với một tài xế taxi tên là Jorge Campos, người này đưa anh đến một khách sạn nhỏ. Neil giết thời gian bằng cách đi ăn ở những nhà hàng rẻ tiền và tham quan bãi biển. Anh phớt lờ yêu cầu về nhà của Alice và bắt đầu hẹn hò với một người dân địa phương thân thiện tên là Berenice. Một ngày nọ, anh trở về phòng và thấy đồ đạc của mình bị mất, có lẽ là bị đánh cắp nhưng anh không biểu lộ cảm xúc gì. Ngày hôm sau, anh chứng kiến một vụ tai nạn xe nhưng vẫn thờ ơ.
Gia đình Bennett cực kỳ giàu có vì họ kinh doanh chế biến thịt. Alice trở lại Acapulco và đối mặt với Neil vì đã bỏ rơi cô trong thời gian khó khăn. Sau khi nói về công việc kinh doanh của gia đình, Neil ký vào một văn bản từ bỏ tài sản và quyền thừa kế của mình trước sự chứng kiến của luật sư gia đình, Richard. Sau đó, Alice bị bắn chết bởi những tên tội phạm thông thường do Jorge cầm đầu. Cảnh sát bắt giữ Neil vì tin rằng anh đã ra lệnh ám sát. Neil bật khóc khi biết tin chị gái qua đời. Đại diện của anh đến và nói với anh rằng công ty hiện là của anh. Sau khi Richard đưa anh ra khỏi tù, Neil trở về phòng khách sạn của mình. Anh tiếp tục gặp Berenice và dành thời gian ở bãi biển. Richard, Colin và Alexa đối đầu với anh trong phòng của anh ấy. Alexa đánh vào đầu Neil bằng chai thủy tinh. Sau đó, Neil ký chuyển nhượng quyền sở hữu công ty gia đình cho Colin và Alexa. Đổi lại, Neil sẽ nhận được tiền trợ cấp hàng tháng và 100.000 bảng dưới dạng thanh toán trước. Sau cuộc họp, Neil trở lại với Berenice.
Vài ngày sau, Neil bị ngã cầu thang. Berenice đưa anh đến bệnh viện, nơi cô biết Neil bị ung thư não. Sau khi Berenice ngủ quên bên cạnh anh, Neil bỏ rơi cô và một mình đi dạo trên đường phố Mexico City vào ban đêm. Bộ phim đột ngột cắt từ khuôn mặt buồn bã của anh ấy sang tiếng sóng biển vào sáng hôm sau, ánh nắng chói chang, bộ quần áo và đôi giày mà Neil mặc vào đêm hôm trước, bị bỏ quên trên ghế của anh với một cốc bia gần đó.

## Diễn viên
- Tim Roth ...	Neil Bennett
- Charlotte Gainsbourg ...	Alice Bennett: chị gái của Neil
- Iazua Larios ...	Berenice: người tình của Neil
- Henry Goodman ...	Richard: luật sư gia đình Bennett
- Albertine Kotting McMillan ...	Alexa Bennett: con của Alice
- Samuel Bottomley ...	Colin Bennett: con của Alice
- Jesús Godínez ...	Jorge 'Campos' Saldaña: tài xế taxi

## Sản xuất

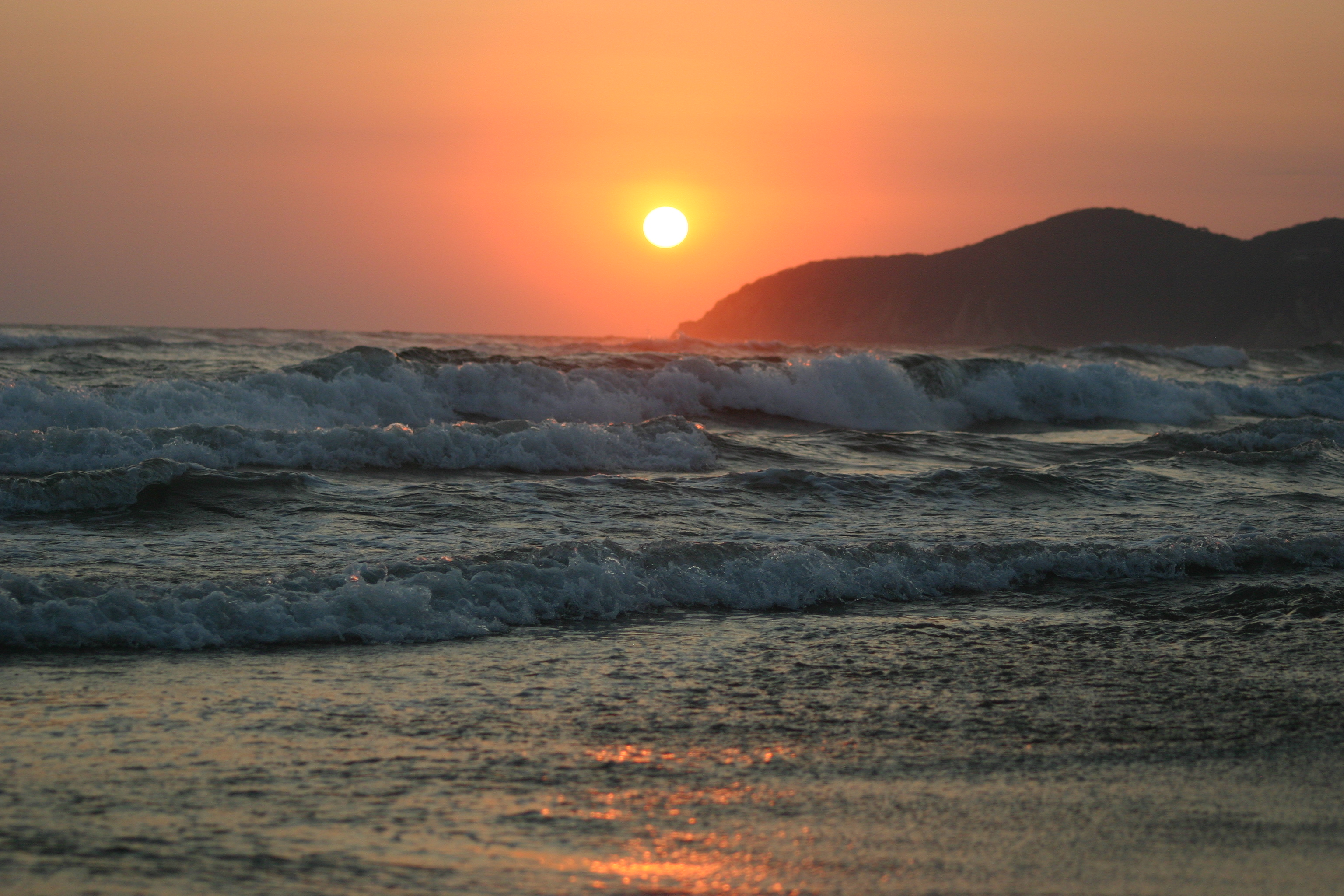
Phim được quay ở Acapulco, Mexico.

Vào tháng 7 năm 2021, Tim Roth và Charlotte Gainsbourg được thông báo sẽ đóng cùng trong bộ của đạo diễn kiêm viết kịch bản người Mexico Michel Franco. Roth và Franco trước đó đã làm việc cùng nhau trong các bộ phim phát hành năm 2015 là 600 Miles và Chronic. Theo Franco, anh ấy đã viết kịch bản cho bộ phim khá nhanh trước khi bước sang tuổi 40 và khi đang trải qua một cuộc khủng hoảng cá nhân. Anh đã gửi nó cho Roth, người ngay lập tức đồng tình với ý tưởng này.
Bộ phim được quay tại địa điểm ở Acapulco và Thành phố Mexico. Đối với các cảnh quay trên bãi biển, quá trình sản xuất đã quyết định không đóng cửa một bãi biển thực và thuê những người bổ sung; thay vào đó, họ quay trên một bãi biển công cộng đông đúc. Franco nói rằng "đó là cách đúng đắn để làm điều đó bởi vì bản thân Acapulco là một nhân vật. Tôi muốn nắm bắt điều đó. Tôi quay theo trình tự thời gian nên tôi cũng thay đổi câu chuyện hoặc một số chi tiết nhất định trong khi quay và chỉnh sửa."
Theo Roth, ông nảy ra ý tưởng biến các lò mổ thành nguồn tài sản chính của gia đình Bennett sau khi cùng gia đình lái xe qua New Mexico: "Tôi đang trên đường đi... và có mùi kinh khủng này. Chúng tôi lái xe thêm vài dặm nữa và đột nhiên ở mỗi bên đường là những chiếc chuồng rộng lớn đầy gia súc: vừa chen chúc, với một bên là lò mổ và cái này chính là một cỗ máy khổng lồ đang giết những con vật này để chế biến chúng." Nhân vật Roth chịu ảnh hưởng từ gia đình tỷ phú Rupert Murdoch. Nam diễn viên cho biết khía cạnh chính của bộ phim là đặt nhân vật điềm tĩnh của anh vào những hoàn cảnh nguy hiểm nên "khán giả phải quyết định xem điều đó nói gì về anh. Và tại sao." Anh ấy cũng nói rằng anh thích tựa gốc của bộ phim, Driftwood, vì nó xác định nhân vật của anh ấy là ai; một người đàn ông lang thang, vô tâm và đôi khi vô tâm ảnh hưởng đến những người xung quanh. Iazua Larios, người đóng vai Berenice, cho biết bộ phim là cuộc khám phá những người thuộc các tầng lớp xã hội khác nhau "tìm thấy tình yêu và giao tiếp theo một cách kỳ lạ."

## Phát hành
Phim đã có buổi ra mắt thế giới tại Liên hoan phim Venice vào ngày 5 tháng 9 năm 2021. Phim cũng được chiếu tại Liên hoan phim Quốc tế Toronto vào tháng 9 năm 2021. Vào tháng 10 năm 2021, Bleecker Street đã mua được quyền phân phối của bộ phim. Sundown được công chiếu tại Mỹ vào ngày 28 tháng 1 năm 2022. Phim được chiếu tại sáu rạp ở New York và Los Angeles trong tuần đầu công chiếu, bao gồm các phần hỏi đáp với Franco.
Phim được phát hành bản Blu-ray và DVD vào ngày 27 tháng 5 năm 2022.

## Đón nhận

### Phòng vé
Sundown đã thu về 229,922 đô tại Mỹ và Canada, và 794,764 đô tại các vùng lãnh thổ khác, với tổng doanh thu toàn cầu là 1 triệu đô.
Tại Mỹ và Canada, bộ phim đã kiếm được 21.930 USD từ sáu rạp trong tuần đầu công chiếu, và 113,607 đô trong lần thứ hai. Sau khi mở rộng ra 181 rạp, bộ phim đã kiếm được 21.173 đô vào cuối tuần thứ ba, và 1.040 đô la (với mức trung bình trên mỗi vé là 5 đô) trong tuần thứ tư. Bên ngoài Mỹ và Canada, phim được phát hành ở Nga và Cộng đồng các quốc gia độc lập ($80,069), Tây Ban Nha ($27,795) và Slovenia ($596).

### Đánh giá
Trên trang web tổng hợp phê bình Rotten Tomatoes, 77% trong số 115 bài phê bình của các nhà phê bình là tích cực, với điểm trung bình là 7,2/10. Metacritic, sử dụng thang điểm 100, đã cho bộ phim số điểm 70 trên 100, dựa trên 27 nhà phê bình, cho thấy "các bài đánh giá nhìn chung là thuận lợi".
Roth đã nhận được sự hoan nghênh của giới phê bình cho màn trình diễn của mình. Xan Brooks của The Guardian đã cho bộ phim 5/5 sao." Viết cho San Francisco Chronicle, Mick LaSalle cho biết thành tựu lớn nhất của Sundown "rất khó giải thích. Đó là một bộ phim hướng nội dường như nói lên điều gì đó về cuộc sống. Dù nó muốn nói gì — và không rõ ràng rằng nó đang nói điều gì cụ thể — thì nó đều có kết nối. Nó không chỉ là một bộ phim hay khác. Bằng cách nào đó, tất cả cộng lại thành một thứ quan trọng hơn." Nhà làm phim Hàn Quốc Bong Joon-ho đã liệt kê nó trong số những bộ phim yêu thích của anh ấy năm 2021.